# Lijst van oudste ondernemingen ter wereld

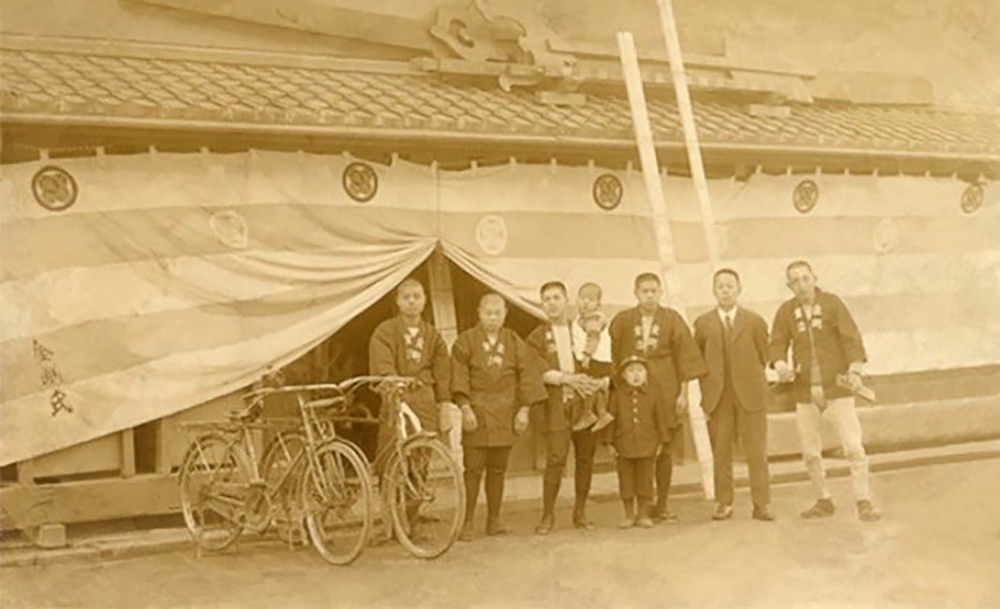
Arbeiders van Kongo Gumi (begin 20e eeuw)

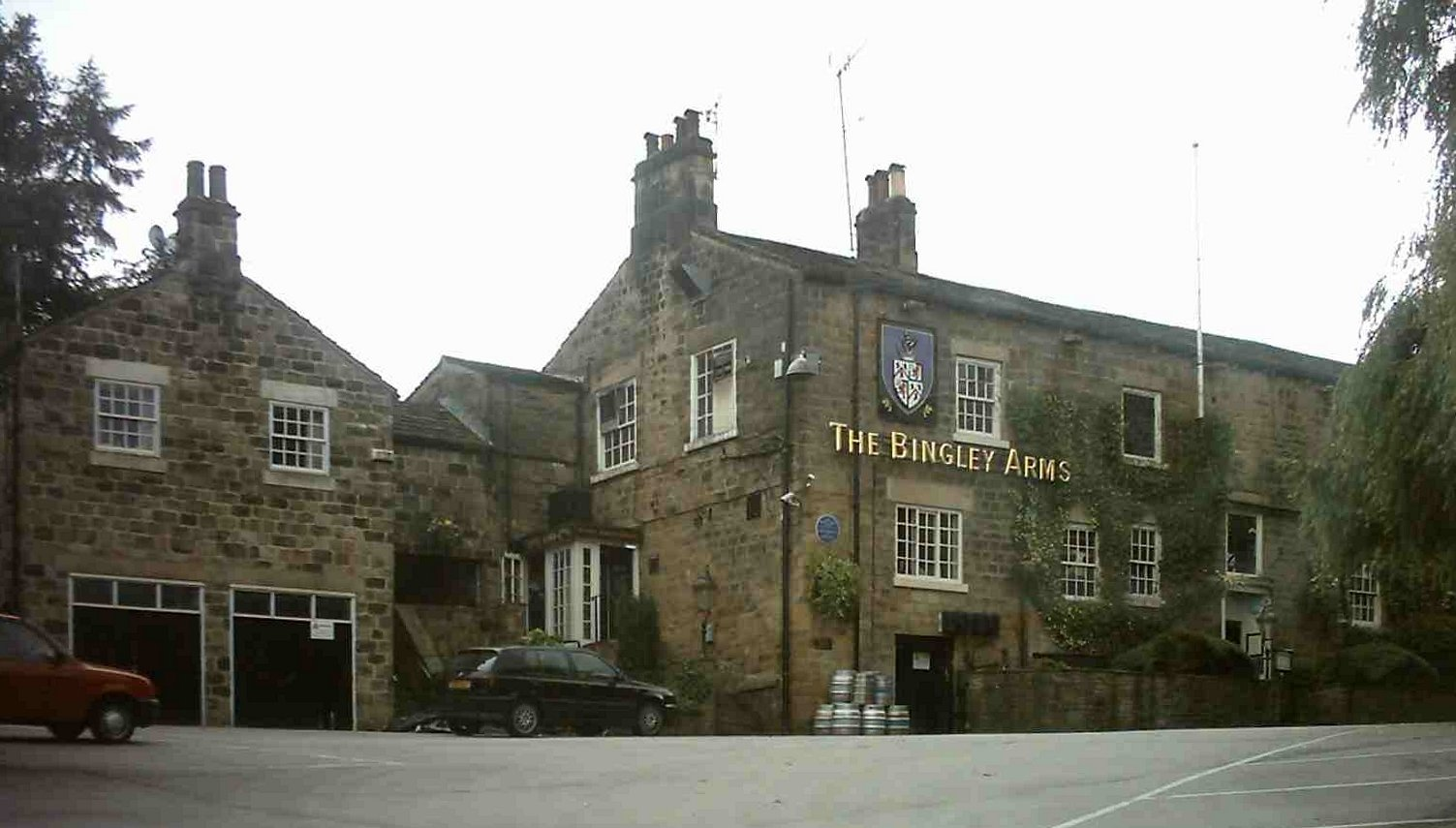
The Bingley Arms in Bardsey, herberg sinds 953

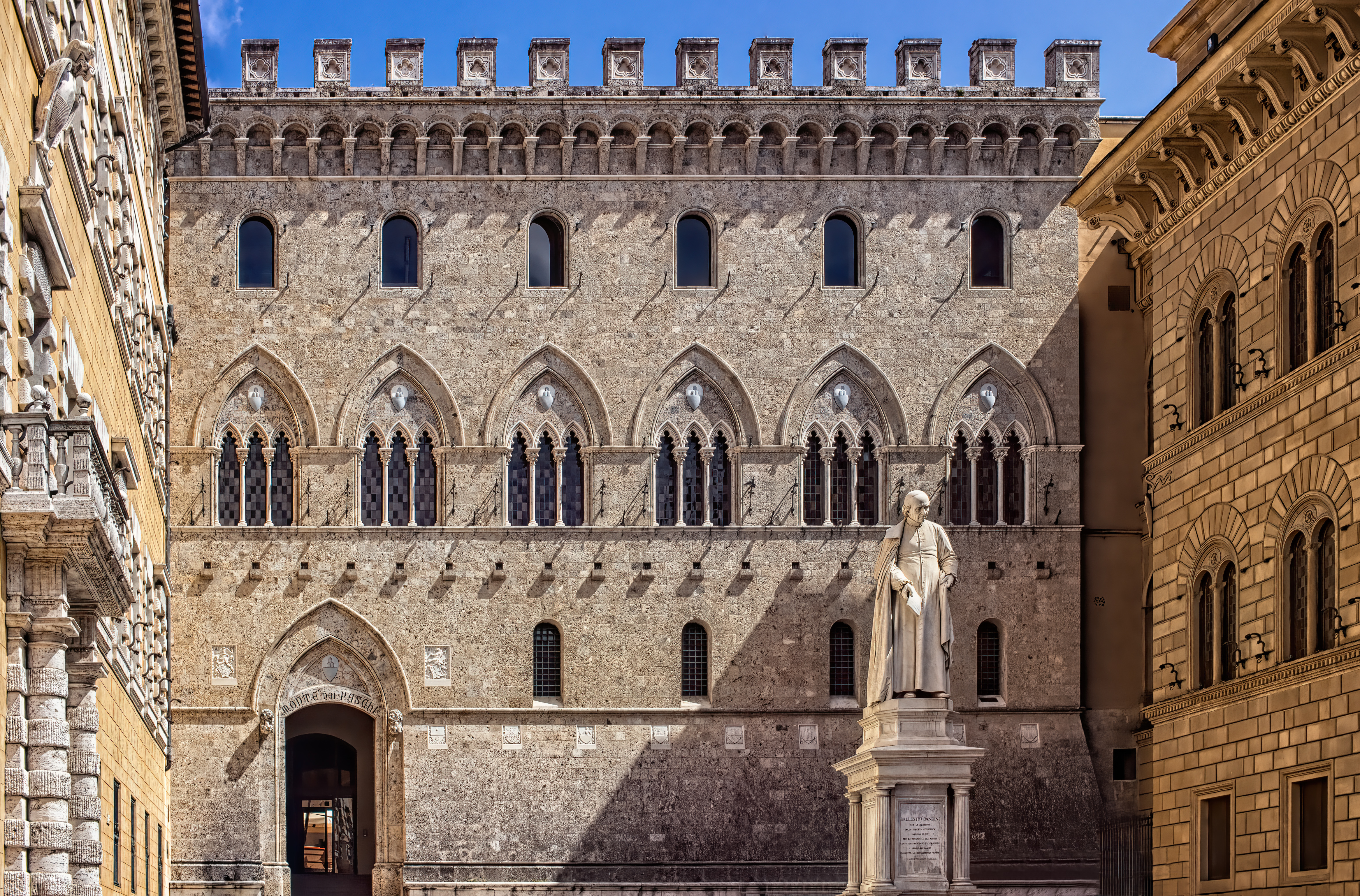
De hoofdzetel van de oudste bank ter wereld, Monte dei Paschi di Siena

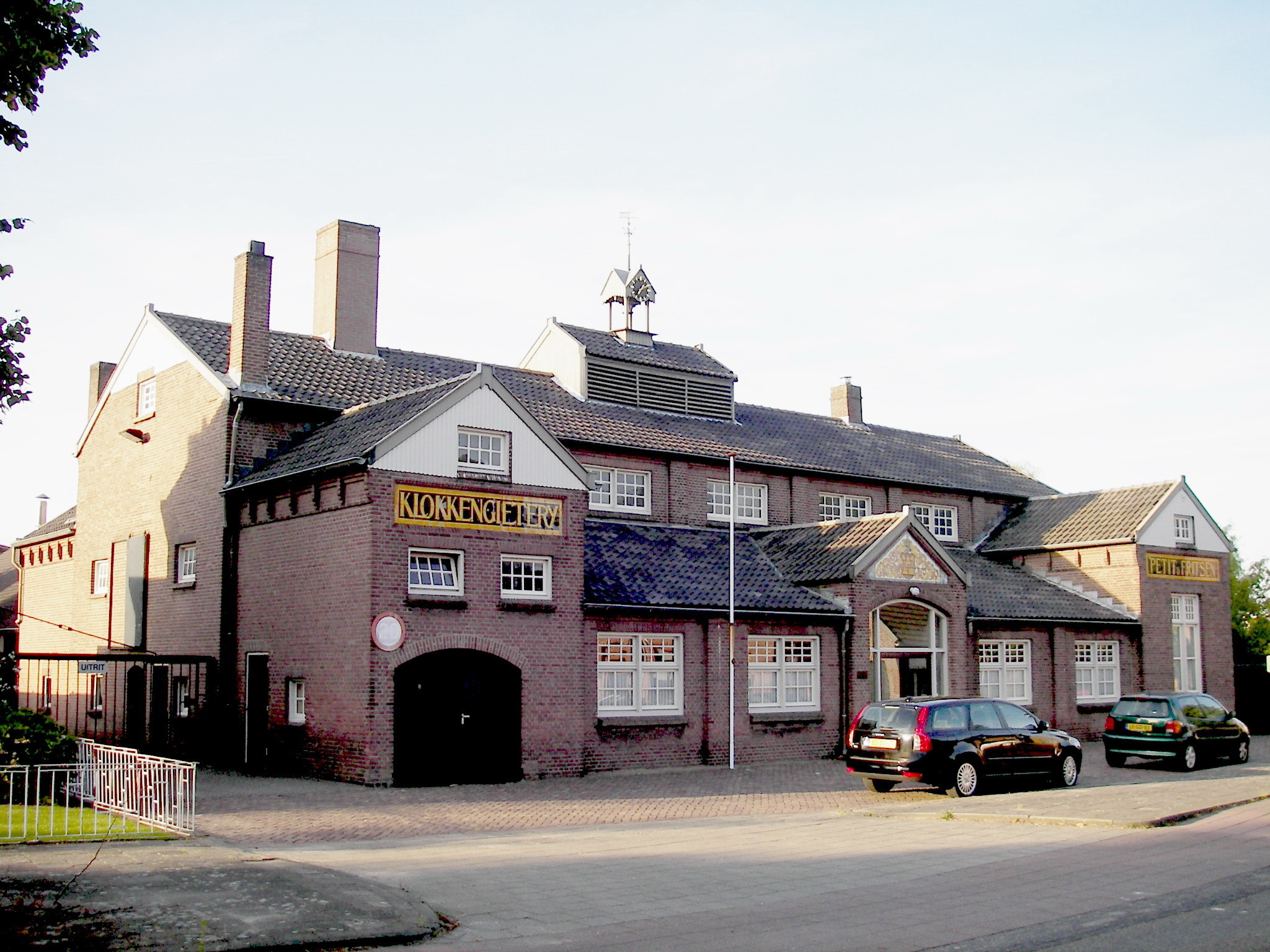
Het monumentale pand van de Koninklijke Klokkengieterij Petit & Fritsen b.v. te Aarle-Rixtel

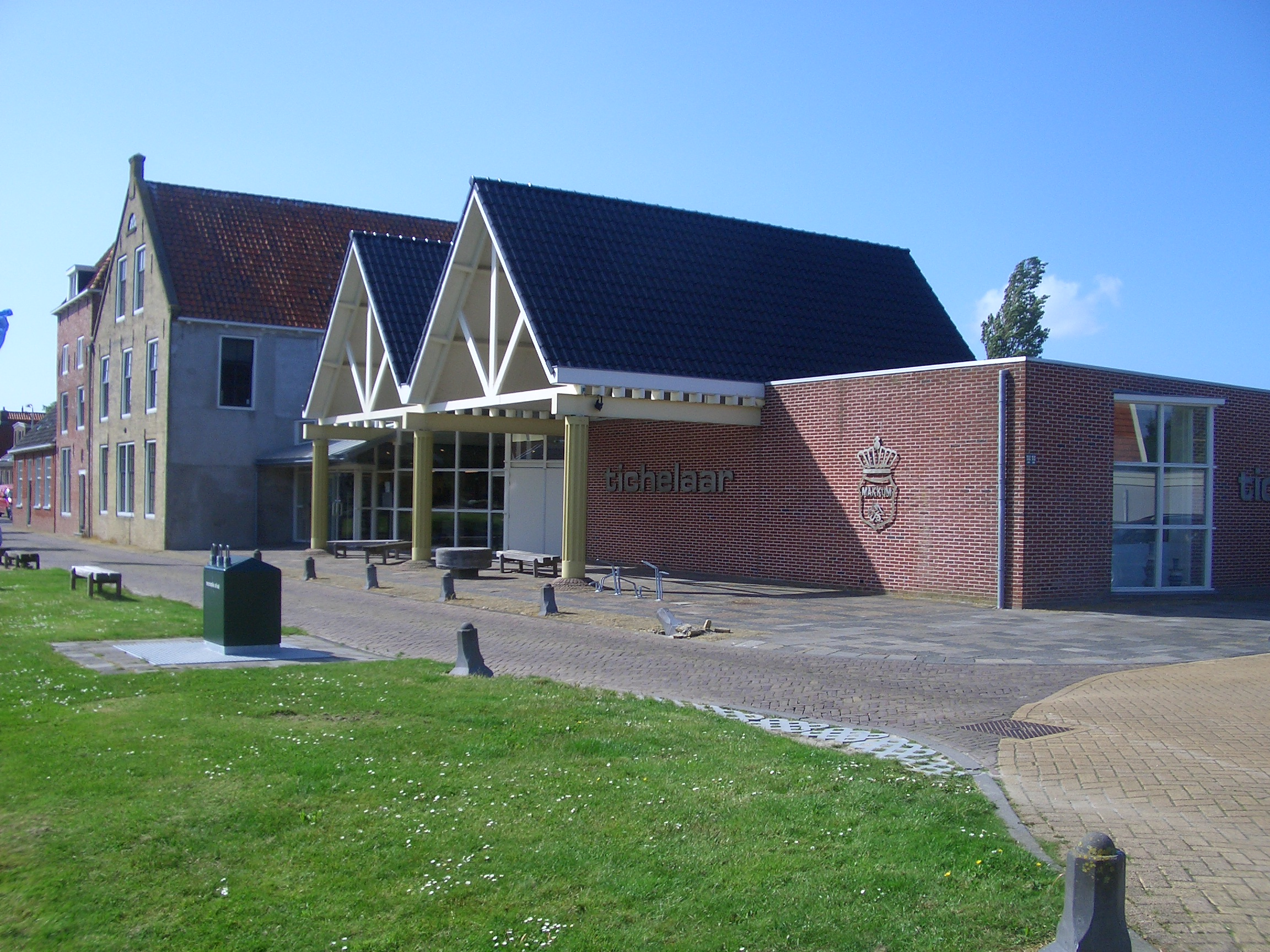
Koninklijke Tichelaar, Makkum

Dit is een lijst van oudste ondernemingen ter wereld. Tot 2006 was het Japanse Kongo Gumi het oudste bedrijf ter wereld, dat jaar werd het geliquideerd en onderdeel van Takamatsu Corporation.

## 578 tot 1299
| Jaar  | Bedrijf                       | Land                | Soort vakgebied     | Bronnen              |
| ----- | ----------------------------- | ------------------- | ------------------- | -------------------- |
| 705   | Nisiyama Onsen Keiunkan       | Japan               | Hotel               | [ 1 ]                |
| 717-8 | Hoshi Ryokan                  | Japan               | Hotel               | [ 2 ] [ 3 ] [ 4 ]    |
| 717   | Koman                         | Japan               | Hotel               | [ 5 ]                |
| 718   | Zengoro                       | Japan               | Hotel               | [ 5 ] [ 6 ]          |
| 803   | Stiftskeller St. Peter        | Oostenrijk          | Restaurant          | [ 7 ] [ 8 ] [ 9 ]    |
| 862   | Staffelter Hof                | Duitsland           | Wijn                | [ 10 ] [ 11 ]        |
| 953   | The Bingley Arms              | Verenigd Koninkrijk | Herberg             | [ 12 ] [ 13 ]        |
| 970   | Nakamura Shaji                | Japan               | Bouwbedrijf         | [ 5 ]                |
| 1000  | Château de Goulaine           | Frankrijk           | Wijn                | [ 2 ] [ 3 ] [ 9 ]    |
| 1000  | Marinelli Klokkengieterij     | Italië              | Gieterij            | [ 2 ] [ 3 ]          |
| 1009  | Sakan Ryokan                  | Japan               | Hotel               | [ 14 ]               |
| 1040  | Weihenstephan                 | Duitsland           | Brouwerij           | [ 9 ] [ 15 ] [ 16 ]  |
| 1050  | Weltenburger Klosterbrauerei  | Duitsland           | Brouwerij           | [ 9 ] [ 16 ]         |
| 1068  | Watermolen Otterton           | Verenigd Koninkrijk | Molen               | [ 17 ] [ 18 ]        |
| 1074  | Benediktinerstift Admont      | Oostenrijk          | Houtbewerking       | [ 19 ]               |
| 1074  | Affligem Brouwerij            | België              | Brouwerij           |                      |
| 1075  | Takahan Ryokan                | Japan               | Hotel               | [ 20 ]               |
| 1100  | Schloss Johannisberg          | Duitsland           | Wijn                | [ 21 ] [ 22 ]        |
| 1120  | Zum Roten Bären               | Duitsland           | Hotel               | [ 9 ]                |
| 1131  | Arolsen Brouwerij             | Duitsland           | Brouwerij           | [ 16 ] [ 23 ]        |
| 1141  | Barone Ricasoli               | Italië              | Wijn                | [ 2 ] [ 3 ]          |
| 1141  | Sudohonke                     | Japan               | Sake                | [ 24 ]               |
| 1160  | Tsuen Thee                    | Japan               | Thee                | [ 5 ]                |
| 1184  | Fujito                        | Japan               | Kleermaker          | [ 25 ]               |
| 1184  | Kikuoka                       | Japan               | Kruidenhandelaar    |                      |
| 1189  | Ito Tekko                     | Japan               | Metaalbewerking     | [ 26 ]               |
| 1190  | Shirasagiyu Tawaraya          | Japan               | Hotel               | [ 6 ]                |
| 1191  | Tosen Goshobo                 | Japan               | Hotel               | [ 27 ]               |
| 1191  | Okunobo                       | Japan               | Hotel               |                      |
| 1192  | Yoshinoya Irokuen             | Japan               | Hotel               |                      |
| 1198  | The Brazen Head               | Ierland             | Restaurant          |                      |
| 1203  | Angel & Royal                 | Verenigd Koninkrijk | Hotel               |                      |
| 1211  | Schloss Vollrads              | Duitsland           | Wijn                |                      |
| 1218  | Casa de Ganaderos de Zaragoza | Spanje              | Bescherming van vee |                      |
| 1239  | Eyguebelle                    | Frankrijk           | Wijn                | [ 19 ] [ 28 ]        |
| 1246  | Sanct Peter                   | Duitsland           | Hotel               |                      |
| 1250  | Wieliczka                     | Polen               | Zout                | [ 29 ] [ 30 ]        |
| 1266  | Freiberger Brauhaus           | Duitsland           | Brouwerij           | [ 16 ] [ 31 ] [ 32 ] |
| 1266  | Privatbrauerei Bolten         | Duitsland           | Brouwerij           | [ 16 ] [ 33 ] [ 34 ] |
| 1268  | Aldersbach                    | Duitsland           | Brouwerij           | [ 16 ] [ 35 ]        |
| 1270  | Frapin                        | Frankrijk           | Cognac              |                      |
| 1270  | Hirter                        | Oostenrijk          | Brouwerij           |                      |
| 1283  | Fürstenberg                   | Duitsland           | Brouwerij           | [ 16 ] [ 36 ] [ 37 ] |
| 1283  | Rhanerbräu                    | Duitsland           | Brouwerij           | [ 16 ] [ 38 ]        |
| 1288  | StoraEnso                     | Zweden              | Mijnbouwbedrijf     | [ 9 ]                |
| 1295  | Barovier & Toso               | Italië              | Glasmaker           | [ 2 ] [ 3 ]          |

## 1300 tot 1399
| Jaar | Bedrijf                          | Land                | Soort vakgebied | Bronnen       |
| ---- | -------------------------------- | ------------------- | --------------- | ------------- |
| 1300 | Kuchlbauer                       | Duitsland           | Brouwerij       |               |
| 1300 | Orso Grigio                      | Italië              | Hotel           |               |
| 1300 | Tawaraya                         | Japan               | Hotel           |               |
| 1304 | Pilgrim Haus                     | Duitsland           | Hotel           | [ 2 ] [ 3 ]   |
| 1308 | Aktienbrauerei Kaufbeuren        | Duitsland           | Brouwerij       |               |
| 1308 | Frescobaldi                      | Italië              | Wijn            | [ 39 ]        |
| 1311 | Notoya                           | Japan               | Hotel           | [ 6 ]         |
| 1312 | Higashiya                        | Japan               | Hotel           |               |
| 1313 | Bratwursthäusle Nürnberg         | Duitsland           | Restaurant      |               |
| 1314 | Garley                           | Duitsland           | Brouwerij       |               |
| 1314 | Zum Riesen                       | Duitsland           | Restaurant      |               |
| 1318 | Rats                             | Duitsland           | Drogisterij     |               |
| 1318 | Sion                             | Duitsland           | Restaurant      |               |
| 1319 | Sankogan                         | Japan               | Drogisterij     |               |
| 1321 | Browar Namysłów                  | Polen               | Brouwerij       | [ 19 ] [ 40 ] |
| 1323 | Interlaken                       | Zwitserland         | Hotel           | [ 41 ] [ 42 ] |
| 1324 | Kyteler's Inn                    | Ierland             | Restaurant      |               |
| 1326 | Richard de Bas                   | Frankrijk           | Papiermolen     |               |
| 1328 | Augustiner                       | Duitsland           | Brouwerij       |               |
| 1328 | Kremnica Mint                    | Slowakije           | Muntslager      | [ 9 ]         |
| 1329 | Kanbukuro                        | Japan               | Kleermaker      |               |
| 1334 | Gmachl                           | Oostenrijk          | Hotel           |               |
| 1331 | Hofpfisterei                     | Duitsland           | Bakkerij        |               |
| 1335 | Karthäuserhof                    | Duitsland           | Wijn            |               |
| 1338 | Stukwerkers                      | België              | Stouwerij       |               |
| 1340 | Brand                            | Nederland           | Brouwerij       |               |
| 1345 | La Couronne                      | Frankrijk           | Restaurant      |               |
| 1346 | Goldene Gans                     | Duitsland           | Brouwerij       |               |
| 1346 | Takata                           | Japan               | Textiel         |               |
| 1348 | Pivovar Broumov                  | Tsjechië            | Brouwerij       | [ 19 ] [ 43 ] |
| 1348 | Haus zum Rüden Zürich            | Zwitserland         | Restaurant      |               |
| 1349 | Shiose                           | Japan               | Kleermaker      |               |
| 1350 | Schmidberger                     | Oostenrijk          | Smederij        |               |
| 1354 | Zum Weinberg                     | Duitsland           | Restaurant      |               |
| 1363 | Franziskaner-Brauerei            | Duitsland           | Brouwerij       |               |
| 1364 | Löwen                            | Duitsland           | Drogisterij     |               |
| 1366 | Stella Artois                    | België              | Brouwerij       | [ 19 ]        |
| 1368 | Old Crown                        | Verenigd Koninkrijk | Restaurant      |               |
| 1368 | Uiro                             | Japan               | Drogisterij     |               |
| 1369 | Torrini Firenze                  | Italië              | Juwelier        | [ 2 ] [ 3 ]   |
| 1371 | Wynhus zum Bären                 | Zwitserland         | Restaurant      |               |
| 1375 | Al Cappello Rosso                | Italië              | Hotel           |               |
| 1378 | Einbecker                        | Duitsland           | Brouwerij       | [ 44 ]        |
| 1380 | Gastagwirt                       | Oostenrijk          | Hotel           |               |
| 1380 | Roter Hahn                       | Duitsland           | Hotel           |               |
| 1385 | Antinori                         | Italië              | Wijn            | [ 2 ] [ 3 ]   |
| 1386 | Riegele                          | Duitsland           | Brouwerij       |               |
| 1389 | Engel Apotheke                   | Zwitserland         | Drogisterij     |               |
| 1389 | Luiano                           | Italië              | Wijn            |               |
| 1390 | Goldener Adler                   | Oostenrijk          | Hotel           |               |
| 1394 | Allgäuer Brauhaus                | Duitsland           | Brouwerij       |               |
| 1397 | Spatenbräu                       | Duitsland           | Brouwerij       |               |
| 1397 | Hotel de Draak te Bergen op Zoom | Nederland           | Hotel           |               |
| 1398 | Schnupp                          | Duitsland           | Restaurant      |               |
| 1398 | Hotel Damier te Kortrijk         | België              | Hotel           |               |
| 1399 | Hotel Stein                      | Oostenrijk          | Hotel           |               |

## 1400 tot 1499
| Jaar           | Bedrijf                        | Land                | Soort vakgebied | Bronnen |
| -------------- | ------------------------------ | ------------------- | --------------- | ------- |
| 1405           | Ratskeller Bremen              | Duitsland           | Restaurant      |         |
| 1405           | Schlenkerla                    | Duitsland           | Brouwerij       |         |
| 1410           | Schremser                      | Oostenrijk          | Brouwerij       |         |
| 1412           | Zum Goldenen Sternen           | Zwitserland         | Restaurant      |         |
| 1417           | Hacker-Pschorr                 | Duitsland           | Brouwerij       |         |
| 1418           | Krone                          | Zwitserland         | Hotel           |         |
| 1418           | Krumbad                        | Duitsland           | Spa             |         |
| 1418           | Les Bonnets Rouges             | Frankrijk           | Hotel           |         |
| 1419           | Barbarossa Hotel               | Duitsland           | Hotel           |         |
| 1422           | Raeapteek te Tallinn           | Estland             | Apotheek        |         |
| 1423           | Schwanen                       | Duitsland           | Drogisterij     |         |
| 1423           | 't Goude Hooft te Den Haag     | Nederland           | Herberg         |         |
| 1426           | Mühle Sting                    | Duitsland           | Molen           |         |
| 1428           | Ichijoh                        | Japan               | Hotel           |         |
| 1428           | Saku                           | Japan               | Hotel           |         |
| 1430           | Kronen                         | Duitsland           | Brouwerij       |         |
| 1431           | Bratwurst-Röslein              | Duitsland           | Restaurant      |         |
| 1434           | Lodenwalker                    | Oostenrijk          | Kleermaker      |         |
| 1435           | Schloss Sommerhausen           | Duitsland           | Wijn            |         |
| 1436           | Wernesgrüner                   | Duitsland           | Brouwerij       |         |
| 1437           | Moserhof                       | Oostenrijk          | Hotel           |         |
| 1438           | Andechs                        | Duitsland           | Restaurant      |         |
| 1438 (of 1483) | Camuffo di Portogruaro         | Italië              | Scheepsbouwer   |         |
| 1439           | Weideneder                     | Duitsland           | Brouwerij       |         |
| 1439           | Zum Goldenen Anker             | Duitsland           | Hotel           |         |
| 1447           | Griechenbeisl                  | Oostenrijk          | Restaurant      |         |
| 1447           | Hotel Krone                    | Oostenrijk          | Hotel           |         |
| 1447           | Zötler                         | Duitsland           | Brouwerij       |         |
| 1458           | Zum Schwan                     | Duitsland           | Hotel           |         |
| 1461           | Friedels Keller                | Duitsland           | Brouwerij       |         |
| 1461           | Hotel Lilie                    | Italië              | Hotel           |         |
| 1462           | Eck                            | Duitsland           | Brouwerij       |         |
| 1463           | Geska                          | Zwitserland         | Kaasmakerij     |         |
| 1465           | Ferienweingut Kilburg          | Duitsland           | Wijn            |         |
| 1465           | Owariya                        | Japan               | Restaurant      |         |
| 1466           | Brauereiwirtschaft Berg        | Duitsland           | Restaurant      |         |
| 1467           | Surugaya                       | Japan               | Kleermaker      |         |
| 1470           | Mazlo                          | Frankrijk           | Juwelier        |         |
| 1472           | Bad Osterfingen                | Zwitserland         | Restaurant      |         |
| 1472           | Hirschgasse                    | Duitsland           | Hotel           |         |
| 1472           | Monte dei Paschi di Siena      | Italië              | Bank            |         |
| 1473           | Gebrüder Weiss                 | Oostenrijk          | Transport       |         |
| 1473           | Steiger                        | Slowakije           | Brouwerij       | [ 19 ]  |
| 1474           | Kindl                          | Zwitserland         | Hotel           |         |
| 1475           | La Rochere                     | Frankrijk           | Glas            |         |
| 1476           | Pfahnl                         | Oostenrijk          | Molen           |         |
| 1477           | Hirzinger                      | Duitsland           | Hotel           |         |
| 1477           | Ratskeller Erfurt              | Duitsland           | Restaurant      |         |
| 1478           | Stadsbierhuys de Waag Doesburg | Nederland           | Herberg         | [ 45 ]  |
| 1478           | Warka                          | Polen               | Brouwerij       |         |
| 1483           | Kameya Mutsu                   | Japan               | Kleermaker      |         |
| 1483           | Zur Sonne                      | Zwitserland         | Restaurant      |         |
| 1485           | Krone                          | Duitsland           | Restaurant      |         |
| 1487           | Hiraizumi                      | Japan               | Sake            |         |
| 1488           | Rathbornes Candles             | Ierland             | Kandelaars      |         |
| 1491           | Sommerhuber                    | Oostenrijk          | Pottenbakker    |         |
| 1492           | Haeberlein                     | Duitsland           | Bakkerij        |         |
| 1495           | Baronnie de Coussergues        | Frankrijk           | Wijn            | [ 2 ]   |
| 1497           | Raventós                       | Spanje              | Wijn            |         |
| 1498           | Goldenes Posthorn              | Duitsland           | Restaurant      |         |
| 1498           | The Shore Porters Society      | Verenigd Koninkrijk | Transport       |         |
| 1499           | U Fleků                        | Tsjechië            | Brouwerij       |         |

## 1500 tot 1599
| Jaar | Bedrijf                                 | Land                | Soort vakgebied                   | Bronnen              |
| ---- | --------------------------------------- | ------------------- | --------------------------------- | -------------------- |
| 1500 | Ammerndorfer                            | Duitsland           | Molen                             |                      |
| 1500 | Ubaldo Grazia                           | Italië              | Pottenbakker                      |                      |
| 1501 | Fukkodo                                 | Japan               | Borstelmakerij                    |                      |
| 1502 | Tsutaya                                 | Japan               | Kleermaker                        |                      |
| 1503 | Golden Fleece Inn                       | Verenigd Koninkrijk | Restaurant                        | [ 46 ] [ 47 ]        |
| 1503 | Hacklwirt                               | Oostenrijk          | Restaurant                        |                      |
| 1506 | Herold                                  | Tsjechië            | Brouwerij                         |                      |
| 1509 | Roter Hirsch                            | Duitsland           | Restaurant                        |                      |
| 1512 | Castello Tudisco                        | Italië              | Olijfolie                         |                      |
| 1514 | Hampton Ferry                           | Verenigd Koninkrijk | Veerbootonderneming               |                      |
| 1514 | Trinity House                           | Verenigd Koninkrijk | Vuurtoren                         |                      |
| 1515 | Café Vlissinghe                         | België              | Restaurant                        |                      |
| 1516 | Zeilinger                               | Oostenrijk          | Metaalbewerker                    |                      |
| 1517 | Měšťanský pivovar v Poličce             | Tsjechië            | Brouwerij                         | [ 43 ] [ 48 ]        |
| 1517 | Salzbergwerk Berchtesgaden              | Duitsland           | Zout                              |                      |
| 1519 | Orell Füssli Holding AG                 | Zwitserland         | Drukkerij, uitgeverij, boekhandel | [ 19 ] [ 49 ] [ 50 ] |
| 1520 | Hof auf der Lieth                       | Duitsland           | Boerderij                         |                      |
| 1521 | Spiegelau                               | Duitsland           | Glasmaker                         |                      |
| 1524 | Löwenbräu                               | Duitsland           | Brouwerij                         |                      |
| 1524 | Schöllnitzer                            | Duitsland           | Distilleerderij                   |                      |
| 1525 | Auerbachs Keller Leipzig                | Duitsland           | Restaurant                        |                      |
| 1526 | Bären Twann                             | Zwitserland         | Hotel                             |                      |
| 1526 | Beretta                                 | Italië              | Wapensmid                         | [ 51 ] [ 52 ] [ 53 ] |
| 1526 | Bratwurst Herzle                        | Duitsland           | Restaurant                        |                      |
| 1530 | William Prym                            | Duitsland           | Metaalbewerker                    | [ 2 ]                |
| 1532 | Yamaji                                  | Japan               | Sake                              |                      |
| 1533 | Klosterbräu                             | Duitsland           | Restaurant                        |                      |
| 1533 | Zvon                                    | Tsjechië            | Hotel                             |                      |
| 1534 | Cambridge University Press              | Verenigd Koninkrijk | Uitgever                          | [ 54 ] [ 55 ]        |
| 1534 | Ur Krostitzer                           | Duitsland           | Brouwerij                         |                      |
| 1535 | Gottsmannsgrüner                        | Duitsland           | Brouwerij                         |                      |
| 1535 | Balson                                  | Verenigd Koninkrijk | Slagerij                          |                      |
| 1540 | Senno                                   | Japan               | Sake                              |                      |
| 1541 | John Brooke                             | Verenigd Koninkrijk | Kleermaker                        | [ 2 ] [ 56 ]         |
| 1542 | Urs und Viktor                          | Zwitserland         | Restaurant                        |                      |
| 1542 | Wolferstetter                           | Duitsland           | Brouwerij                         |                      |
| 1543 | Köstritzer                              | Duitsland           | Brouwerij                         |                      |
| 1544 | Meien                                   | Japan               | Zout                              |                      |
| 1545 | Touwfabriek G. van der Lee te Oudewater | Nederland           | Touwslager                        |                      |
| 1545 | Brouwerij Roman te Oudenaarde           | België              | Brouwerij                         |                      |
| 1548 | Can Bonastre                            | Spanje              | Wijn                              |                      |
| 1548 | Yoshinokawa                             | Japan               | Sake                              |                      |
| 1550 | Konishi                                 | Japan               | Sake                              |                      |
| 1550 | Riess                                   | Oostenrijk          | Metaalbewerker                    |                      |
| 1550 | Sasaiya                                 | Japan               | Kleermaker                        |                      |
| 1551 | Codorníu                                | Spanje              | Wijn                              | [ 19 ]               |
| 1551 | Daikokuya                               | Japan               | Hotel                             |                      |
| 1552 | Fonjallaz                               | Zwitserland         | Wijn                              |                      |
| 1553 | Piesslinger                             | Oostenrijk          | Aluminiumgieterij                 |                      |
| 1555 | Chiso                                   | Japan               | Kleermaker                        |                      |
| 1559 | Kastner                                 | Oostenrijk          | Kleermaker                        |                      |
| 1560 | Aritsugu                                | Japan               | Messenmaker                       |                      |
| 1560 | Nabeya                                  | Japan               | Metaalbewerker                    |                      |
| 1560 | Okamoto                                 | Japan               | Smid                              |                      |
| 1561 | Achkarren Krone                         | Duitsland           | Hotel                             |                      |
| 1561 | SS Annunziata                           | Italië              | Parfums                           |                      |
| 1563 | Tamura                                  | Japan               | Hotel                             |                      |
| 1564 | Svijany                                 | Tsjechië            | Brouwerij                         |                      |
| 1566 | Nishikawa                               | Japan               | Beddenmaker                       |                      |
| 1567 | Acrobräu                                | Duitsland           | Brouwerij                         |                      |
| 1568 | Gasthof Herold                          | Duitsland           | Brouwerij                         |                      |
| 1568 | Kichijiya                               | Japan               | Oliehandelaar                     |                      |
| 1568 | Poschinger                              | Duitsland           | Glasmaker                         |                      |
| 1569 | Edegger-Tax                             | Oostenrijk          | Bakkerij                          |                      |
| 1570 | Einhorn                                 | Duitsland           | Drogisterij                       |                      |
| 1570 | Klášter                                 | Tsjechië            | Brouwerij                         |                      |
| 1570 | Schwarzer Adler                         | Oostenrijk          | Hotel                             |                      |
| 1570 | Whitechapel                             | Verenigd Koninkrijk | Gieterij                          |                      |
| 1572 | Koninklijke Tichelaar Makkum            | Nederland           | Pottenbakker                      |                      |
| 1573 | Fischhaus Dresden                       | Duitsland           | Restaurant                        |                      |
| 1573 | Pivovar Kutná Hora                      | Tsjechië            | Brouwerij                         |                      |
| 1573 | Hosoji Inbanten                         | Japan               | Postzegels                        | [ 6 ]                |
| 1574 | Dopff au Moulin                         | Frankrijk           | Wijn                              |                      |
| 1574 | Glossner                                | Duitsland           | Brouwerij                         |                      |
| 1575 | Kadoya                                  | Japan               | Brouwerij                         |                      |
| 1575 | Lucas Bols                              | Nederland           | Distilleerderij                   |                      |
| 1575 | Yanagiya                                | Japan               | Kleermaker                        |                      |
| 1576 | Heihachi Jaya                           | Japan               | Restaurant                        |                      |
| 1576 | Kishigon                                | Japan               | Hotel                             |                      |
| 1578 | Holzhausen                              | Oostenrijk          | Drukkerij                         |                      |
| 1578 | Klett                                   | Duitsland           | Wapensmid                         |                      |
| 1578 | Lamp no Yado                            | Japan               | Hotel                             | [ 6 ]                |
| 1580 | Elsevier                                | Nederland           | Uitgever                          |                      |
| 1581 | Krusovice                               | Tsjechië            | Brouwerij                         |                      |
| 1582 | Hatano                                  | Japan               | Verf                              |                      |
| 1582 | Indenya                                 | Japan               | Leerlooier                        |                      |
| 1582 | La Tour d'Argent                        | Frankrijk           | Restaurant                        |                      |
| 1582 | Onomichizousu                           | Japan               | Azijn                             |                      |
| 1582 | Piana Clerico                           | Italië              | Kleermaker                        |                      |
| 1582 | Pivovar Krakonoš                        | Tsjechië            | Brouwerij                         | [ 43 ] [ 57 ]        |
| 1582 | Tamaruya                                | Japan               | Udon noedels                      |                      |
| 1582 | Thorbräu                                | Duitsland           | Brouwerij                         |                      |
| 1583 | Gnomenkeller                            | Duitsland           | Restaurant                        |                      |
| 1584 | Çemberlitaş Hamamı                      | Turkije             | Turks bad                         |                      |
| 1584 | Dragseths                               | Duitsland           | Restaurant                        |                      |
| 1584 | Erizen                                  | Japan               | Kleermaker                        |                      |
| 1584 | Gosset                                  | Frankrijk           | Champagne                         |                      |
| 1584 | Hahnemühle                              | Duitsland           | Papier                            |                      |
| 1584 | Kikuya                                  | Japan               | Kleermaker                        |                      |
| 1584 | Yamato Intec                            | Japan               | Metaalbewerking                   |                      |
| 1585 | Kiennast                                | Oostenrijk          | Kruidenier                        |                      |
| 1585 | Kikuya                                  | Japan               | Kleermaker                        |                      |
| 1585 | Mercros                                 | Japan               | Kruidenier                        |                      |
| 1585 | Schlitzer                               | Duitsland           | Distilleerderij                   |                      |
| 1585 | Tenshoen                                | Japan               | Thee                              |                      |
| 1586 | Matsui                                  | Japan               | Bouwbedrijf                       |                      |
| 1586 | Metzger                                 | Duitsland           | Bakkerij                          |                      |
| 1587 | Chogoromochi                            | Japan               | Kleermaker                        |                      |
| 1587 | Corbiac                                 | Frankrijk           | Wijn                              |                      |
| 1588 | Keymer                                  | Verenigd Koninkrijk | Pottenbakker                      |                      |
| 1589 | Graberhof                               | Duitsland           | Hotel                             |                      |
| 1589 | Hofbräuhaus                             | Duitsland           | Restaurant                        |                      |
| 1589 | Kloserbrauerei                          | Duitsland           | Brouwerij                         |                      |
| 1589 | Piesers                                 | Duitsland           | Restaurant                        |                      |
| 1590 | Au-Hallertau                            | Duitsland           | Brouwerij                         |                      |
| 1590 | Berenberg Bank                          | Duitsland           | Bank                              |                      |
| 1590 | Lana                                    | Frankrijk           | Papiermaker                       |                      |
| 1590 | Sumitomo                                | Japan               | Mijnbouwbedrijf                   |                      |
| 1590 | Weichselbaum                            | Duitsland           | Metaalbewerker                    |                      |
| 1591 | Durtnell                                | Verenigd Koninkrijk | Bouwbedrijf                       |                      |
| 1594 | Kungyokudo                              | Japan               | Wierook                           |                      |
| 1594 | Specht                                  | Duitsland           | Restaurant                        |                      |
| 1594 | Zum Kreuz                               | Zwitserland         | Hotel                             |                      |
| 1595 | Alte Taverne                            | Duitsland           | Restaurant                        |                      |
| 1596 | Chojiya                                 | Japan               | Restaurant                        |                      |
| 1596 | Ed Meier                                | Duitsland           | Shoenen                           |                      |
| 1596 | Osiander                                | Duitsland           | Boekwinkel                        |                      |
| 1596 | Tazen                                   | Japan               | Smederij                          |                      |
| 1596 | Toshimaya                               | Japan               | Sake                              |                      |
| 1597 | Gold Ochsen                             | Duitsland           | Brouwerij                         |                      |
| 1597 | Kojima                                  | Japan               | Sake                              |                      |
| 1597 | Kuwanaya                                | Japan               | Kleermaker                        |                      |
| 1597 | Lauscha & Glas                          | Duitsland           | Glasmaker                         |                      |
| 1597 | Uzu Kyumeigan                           | Japan               | Drogisterij                       |                      |
| 1598 | Chinjukan                               | Japan               | Pottenbakker                      |                      |
| 1598 | Imoto                                   | Japan               | Drogisterij                       |                      |
| 1598 | Watahan                                 | Japan               | Bouwbedrijf                       |                      |
| 1599 | Grassmayr                               | Oostenrijk          | Klokken                           |                      |
| 1599 | Mulliner                                | Verenigd Koninkrijk | Rijtuigmaker                      |                      |
| 1599 | Umai                                    | Japan               | Chemicaliën                       |                      |

## 1600 tot 1649
| Jaar    | Bedrijf                    | Land                | Soort vakgebied          | Bronnen              |
| ------- | -------------------------- | ------------------- | ------------------------ | -------------------- |
| 1600    | Guangzhou Chenliji         | China               | Drogisterij              |                      |
| 1600    | Kani                       | Japan               | Sojasausfabrikant        |                      |
| 1600    | Kawamata                   | Japan               | Drogisterij              |                      |
| 1600    | Kimura                     | Japan               | Kleermaker               |                      |
| 1600    | Toraya                     | Japan               | Kleermaker               |                      |
| 1601    | Tissiman                   | Verenigd Koninkrijk | Kleermaker               |                      |
| 1602    | Goldener Karpfen           | Duitsland           | Hotel                    |                      |
| 1602    | Goto                       | Japan               | Sake                     |                      |
| 1602    | Gundel                     | Duitsland           | Brouwerij                |                      |
| 1602    | Hozokan                    | Japan               | Boekwinkel               |                      |
| 1602    | Migita                     | Japan               | Sake                     |                      |
| 1602    | Yomeishu                   | Japan               | Sake                     |                      |
| 1603    | ChaTheeu Auvernier         | Zwitserland         | Wijn                     |                      |
| 1603    | Hirose                     | Japan               | Smederij                 |                      |
| 1603    | Kuragi                     | Japan               | Boerderij materialen     |                      |
| 1603    | Nemoto                     | Japan               | Sake                     | [ 24 ]               |
| 1603    | Tsukasabotan               | Japan               | Sake                     |                      |
| 1604    | Hirsch Hotel Gehrung       | Duitsland           | Hotel                    |                      |
| 1604    | Ishicho                    | Japan               | Steenfabriek             |                      |
| 1604    | Kikuchi Hojudo             | Japan               | Gieterij                 |                      |
| 1607    | Leve                       | Duitsland           | Restaurant               |                      |
| 1607    | Schleppe                   | Oostenrijk          | Brouwerij                |                      |
| 1607    | Schlosswirt Zu Anif        | Oostenrijk          | Hotel                    |                      |
| 1607    | Wilhelm Blaul              | Duitsland           | Wijn                     |                      |
| 1608    | Old Bush Mills             | Verenigd Koninkrijk | Distilleerderij          |                      |
| 1608    | Kikyoya Orii               | Japan               | Kleermaker               |                      |
| 1608    | Kimura                     | Japan               | Kruidenier               |                      |
| 1609    | Klampfleuthner             | Duitsland           | Pottenbakker             |                      |
| 1609    | Kloster Ettal              | Duitsland           | Brouwerij                |                      |
| 1609    | Ritterbräu                 | Oostenrijk          | Brouwerij                |                      |
| 1609    | Wolff                      | Oostenrijk          | Wijn                     |                      |
| 1610    | Takenaka                   | Japan               | Bouwbedrijf              |                      |
| 1611    | Matsuzakaya                | Japan               | Kruidenier               |                      |
| 1611    | Weisse Lilie               | Italië              | Hotel                    |                      |
| 1612    | Santa Maria Novella        | Italië              | Drogisterij              |                      |
| 1613    | Mellerio                   | Frankrijk           | Juwelier                 |                      |
| 1613    | Sauerländer's              | Duitsland           | Uitgever                 |                      |
| 1613    | Shirley Plantation         | Verenigde Staten    | Boerderij                | [ 58 ]               |
| 1614    | Klein                      | Duitsland           | Wijn                     |                      |
| 1615    | Akamatsu                   | Japan               | Drogisterij              |                      |
| 1615    | Aoki                       | Japan               | Scheepvaart              |                      |
| 1615    | Cartiera Mantovana         | Italië              | Papiermaker              | [ 3 ]                |
| 1615    | Eirakuya                   | Japan               | Kruidenier               |                      |
| 1615    | Furuhata                   | Japan               | Hotel                    |                      |
| 1615    | Grolsch                    | Nederland           | Brouwerij                |                      |
| 1615    | Komeya                     | Japan               | Drogisterij              |                      |
| 1615    | Maruei                     | Japan               | Kruidenier               |                      |
| 1615    | Yanagiya                   | Japan               | Drogisterij              |                      |
| 1615    | Anyōji                     | Japan               | Fuel                     | [ 6 ]                |
| 1616    | Genemon                    | Japan               | Pottenbakker             |                      |
| 1616    | Vopak                      | Nederland           | Opslag en distributie    |                      |
| 1616    | Morino                     | Japan               | Drogisterij              |                      |
| 1616    | Wildbräu                   | Duitsland           | Brouwerij                |                      |
| 1616    | Wittmann                   | Duitsland           | Brouwerij                |                      |
| 1617    | Kameya Kiyonaga            | Japan               | Kleermaker               |                      |
| 1617    | Mannendo                   | Japan               | Kleermaker               |                      |
| 1617    | Voss                       | Duitsland           | Tijdschrift              |                      |
| 1618    | Schwanen                   | Duitsland           | Drogisterij              |                      |
| 1618    | Zum Schwarzen Kameel       | Oostenrijk          | Restaurant               |                      |
| 1619    | Tengu                      | Japan               | Juwelier                 |                      |
| 1620    | Croix D'or et Poste        | Zwitserland         | Hotel                    |                      |
| 1620    | Spindler                   | Duitsland           | Wijn                     |                      |
| 1620    | Toraya                     | Japan               | Kleermaker               |                      |
| 1621    | Zur Letzten Instanz        | Duitsland           | Restaurant               |                      |
| 1622    | Gessner                    | Duitsland           | Brouwerij                |                      |
| 1622    | Hirschen                   | Zwitserland         | Hotel                    |                      |
| 1622    | Hiya                       | Japan               | Drogisterij              |                      |
| 1623    | Hirase                     | Japan               | Sake                     |                      |
| 1623    | Kamotsuru                  | Japan               | Sake                     |                      |
| 1623    | Avedis Zildjian            | Turkije             | Cymbals                  | [ 19 ] [ 28 ]        |
| 1624    | Akashiya                   | Japan               | Borstelmakerij           |                      |
| 1624    | Karacho                    | Japan               | Papiermakerij            |                      |
| 1624    | Marui                      | Japan               | Kleermaker               |                      |
| 1624    | Shiroganeya                | Japan               | Hotel                    |                      |
| 1624    | Shobun                     | Japan               | Wijngaard                |                      |
| 1624    | Zum Heidenberg             | Duitsland           | Hotel                    |                      |
| 1625    | Fukumitsuya                | Japan               | Sake                     |                      |
| 1625    | Fukuzumi                   | Japan               | Hotel                    |                      |
| 1625    | Iwanumaya                  | Japan               | Hotel                    |                      |
| 1625    | Morihachi                  | Japan               | Kleermaker               |                      |
| 1625    | Paul Schunk                | Duitsland           | Wijn                     |                      |
| 1625    | Sakura Masamune            | Japan               | Sake                     |                      |
| 1625    | Toa                        | Japan               | Sake                     |                      |
| 1626    | Rikyuen                    | Japan               | Thee                     |                      |
| 1626    | Zur Forelle                | Duitsland           | Restaurant               |                      |
| 1627    | Kotohira Kadan             | Japan               | Hotel                    |                      |
| 1628    | Tsukubasan Edoya           | Japan               | Hotel                    | [ 24 ]               |
| 1628    | Lammsbräu                  | Duitsland           | Brouwerij                |                      |
| 1628    | Schwan                     | Duitsland           | Hotel                    |                      |
| 1628    | Todaya                     | Japan               | Kleermaker               |                      |
| 1628    | Winkler                    | Duitsland           | Restaurant               |                      |
| 1628    | Yachiya                    | Japan               | Sake                     |                      |
| 1629    | Horiguchi                  | Japan               | Bouwbedrijf              |                      |
| 1629    | Tyskie                     | Polen               | Brouwerij                |                      |
| 1630    | Chidoriya                  | Japan               | Kleermaker               |                      |
| 1630    | Graf Arco                  | Duitsland           | Brouwerij                |                      |
| 1630    | Ichinoyu                   | Japan               | Hotel                    |                      |
| 1630    | Kolm                       | Duitsland           | Bakkerij                 |                      |
| 1630    | Wirt am Berg               | Oostenrijk          | Restaurant               |                      |
| 1632    | Schwechater                | Oostenrijk          | Brouwerij                |                      |
| 1632-33 | Tuttle's Red Barn          | Verenigde Staten    | Boerderij                | [ 58 ] [ 59 ] [ 60 ] |
| 1632    | Yusaya                     | Japan               | Hotel                    |                      |
| 1632    | Zum Ochsen                 | Duitsland           | Restaurant               |                      |
| 1634    | Albrecht                   | Duitsland           | Metaalbewerker           |                      |
| 1634    | Paulaner                   | Duitsland           | Brouwerij                |                      |
| 1634    | Ryoguchiya Korekiyo        | Japan               | Kleermaker               |                      |
| 1635    | Dreikönigshof              | Duitsland           | Wijn                     |                      |
| 1635    | Honjin                     | Japan               | Hotel                    |                      |
| 1635    | Maruyama                   | Japan               | Houtbewerker             |                      |
| 1635    | Nickelhütte Aue            | Duitsland           | Nikkelmijnbouwer         |                      |
| 1635    | Casa Batalha               | Portugal            | Juwelier                 | [ 61 ]               |
| 1636    | Maxlrainer                 | Duitsland           | Brouwerij                |                      |
| 1637    | Gekkeikan                  | Japan               | Sake                     |                      |
| 1637    | Okutan                     | Japan               | Restaurant               | [ 62 ]               |
| 1638    | Einbecker Blaudruck        | Duitsland           | Houtbewerker             |                      |
| 1638    | Fürst                      | Duitsland           | Wijn                     |                      |
| 1638    | Touwfabriek Langman        | Nederland           | Touwslager               | [ 63 ] [ 64 ] [ 65 ] |
| 1638    | Tysmenytsia                | Oekraïne            | Bonthandelaar            | [ 19 ] [ 28 ]        |
| 1639    | Fieldview Farm             | Verenigde Staten    | Boerderij                | [ 66 ]               |
| 1639    | Hugel                      | Frankrijk           | Wijn                     |                      |
| 1639    | Tsuruya                    | Japan               | Kleermaker               |                      |
| 1640    | Fromholzer                 | Oostenrijk          | Linen                    |                      |
| 1640    | Tanaka                     | Japan               | Sake                     |                      |
| 1641    | Bickelmaier                | Duitsland           | Wijn                     |                      |
| 1641    | Sasajima                   | Japan               | Smederij                 |                      |
| 1641    | Sonne                      | Zwitserland         | Hotel                    |                      |
| 1641    | Spreitzer                  | Duitsland           | Wijn                     |                      |
| 1642    | Bilsener                   | Duitsland           | Verzekeringsmaatschappij |                      |
| 1642    | Hof                        | Duitsland           | Drogisterij              |                      |
| 1642    | Kagetsu                    | Japan               | Restaurant               |                      |
| 1643    | Rüttger                    | Duitsland           | Wijn                     |                      |
| 1644    | Bucher                     | Duitsland           | Brouwerij                |                      |
| 1644    | Stockholm                  | Duitsland           | Hotel                    |                      |
| 1644    | Tsukioka                   | Japan               | Hotel                    |                      |
| 1645    | Daishin                    | Japan               | Hotel                    |                      |
| 1645    | Hachomiso                  | Japan               | Miso                     |                      |
| 1645    | Post-och Inrikes Tidningar | Zweden              | Krant                    | [ 9 ]                |
| 1645    | Red Lion                   | Verenigd Koninkrijk | Hotel                    |                      |
| 1645    | Ritter                     | Duitsland           | Brouwerij                |                      |
| 1645    | Shohokuen                  | Japan               | Thee                     |                      |
| 1645    | Shotoku                    | Japan               | Sake                     |                      |
| 1646    | Bofors                     | Zweden              | Wapensmid                |                      |
| 1647    | Chivite                    | Spanje              | Wijn                     |                      |
| 1648    | Kojima                     | Japan               | Papiermaker              |                      |
| 1649    | Bischofshof                | Duitsland           | Brouwerij                |                      |
| 1649    | Falter                     | Duitsland           | Brouwerij                |                      |
| 1649    | Fiskars                    | Finland             | Messenmaker              |                      |
| 1649    | Marukan                    | Japan               | Wijn                     |                      |
| 1649    | Trautwein                  | Duitsland           | Wijn                     |                      |

## 1650 tot 1699
| Jaar | Bedrijf                               | Land                | Soort vakgebied           | Bronnen   |
| ---- | ------------------------------------- | ------------------- | ------------------------- | --------- |
| 1650 | Autenrieder                           | Duitsland           | Brouwerij                 |           |
| 1650 | Fachwerk 33                           | Duitsland           | Restaurant                |           |
| 1650 | Kaganoi                               | Japan               | Sake                      |           |
| 1650 | Post                                  | Duitsland           | Brouwerij                 |           |
| 1650 | Yukawa                                | Japan               | Sake                      |           |
| 1650 | Timmerbedrijf Roozemond te Stavenisse | Nederland           | Bouwbedrijf               | [ 67 ]    |
| 1651 | Emmerich                              | Duitsland           | Wijn                      |           |
| 1651 | Koshuya                               | Japan               | Poppenmaker               |           |
| 1651 | Lauterbacher                          | Duitsland           | Brouwerij                 |           |
| 1652 | Brücken Keller                        | Duitsland           | Restaurant                |           |
| 1652 | Knaapen Groep                         | Nederland           | Bouwbedrijf               | [ 68 ]    |
| 1653 | Royal Delft                           | Nederland           | Porselein                 |           |
| 1653 | Sushiman                              | Japan               | Restaurant                |           |
| 1653 | Totsuka                               | Japan               | Sake                      |           |
| 1654 | Faust                                 | Duitsland           | Brouwerij                 |           |
| 1654 | Huyghe                                | België              | Brouwerij                 |           |
| 1654 | Orkla                                 | Noorwegen           | Mijnbouwbedrijf           |           |
| 1655 | Emery Farm                            | Verenigde Staten    | Boerderij                 |           |
| 1655 | Firmin                                | Verenigd Koninkrijk | Wapensmid                 |           |
| 1655 | Henninger Brouwerij                   | Duitsland           | Brouwerij                 |           |
| 1655 | Tanaka Sake Brouwerij, Toride         | Japan               | Sake                      | [ 24 ]    |
| 1656 | Au Bijou                              | Zwitserland         | Juwelier                  |           |
| 1656 | Haarlems Dagblad                      | Nederland           | Krant                     | (betwist) |
| 1656 | Kogatanaya                            | Japan               | Poppenmaker               |           |
| 1657 | Everlth                               | Japan               | Drogisterij               |           |
| 1657 | Hirschbräu                            | Duitsland           | Brouwerij                 |           |
| 1657 | Kitagawa Honke                        | Japan               | Sake                      |           |
| 1657 | Nakayama Doll                         | Japan               | Poppenmaker               |           |
| 1657 | Ulefos Jernværk                       | Noorwegen           | Gieterij                  |           |
| 1658 | Arikawa                               | Japan               | Drogisterij               |           |
| 1658 | Gaststätte Röhrl                      | Duitsland           | Hotel                     | [ 69 ]    |
| 1658 | Hirai                                 | Japan               | Sake                      |           |
| 1658 | Ohki                                  | Japan               | Drogisterij               |           |
| 1659 | Asadaya                               | Japan               | Hotel                     |           |
| 1659 | Asadaya Ihei                          | Japan               | Restaurant                |           |
| 1659 | Harise                                | Japan               | Restaurant                |           |
| 1659 | Hinoki                                | Japan               | Drukkerij                 |           |
| 1659 | Kagiya                                | Japan               | Vuurwerkfabrikant         |           |
| 1659 | Kiku Masamune                         | Japan               | Sake                      |           |
| 1659 | Mochibun                              | Japan               | Kleermaker                |           |
| 1659 | Okamaya                               | Japan               | Smederij                  |           |
| 1660 | Chimatsushima                         | Japan               | Sake                      |           |
| 1660 | Petit & Fritsen                       | Nederland           | Klokkengieterij           |           |
| 1661 | Asaka                                 | Japan               | Smederij                  |           |
| 1661 | Ejima                                 | Japan               | Thee                      |           |
| 1661 | Schilz                                | Duitsland           | Pottenbakker              |           |
| 1661 | Selbach                               | Duitsland           | Wijn                      |           |
| 1661 | Uchigasaki                            | Japan               | Sake                      |           |
| 1662 | Matsuzakaya                           | Japan               | Hotel                     |           |
| 1662 | Moririn                               | Japan               | Kleermaker                |           |
| 1662 | Rössle                                | Duitsland           | Hotel                     |           |
| 1662 | Hotel Wesseling te Dwingeloo          | Nederland           | Hotel                     |           |
| 1662 | Shirokiya                             | Japan               | Kruidenier                |           |
| 1662 | Tatsuuma Honke                        | Japan               | Sake                      |           |
| 1662 | Usui                                  | Japan               | Kruidenier                |           |
| 1662 | Van Eeghen & Co                       | Nederland           | Handelshuis               |           |
| 1663 | Hirsch                                | Duitsland           | Drogisterij               |           |
| 1663 | Hofmann                               | Duitsland           | Brouwerij                 |           |
| 1663 | Krawany                               | Oostenrijk          | Kruidenier                |           |
| 1663 | Kyukyodo                              | Japan               | Drogisterij               |           |
| 1663 | Shimakawa                             | Japan               | Kleermaker                |           |
| 1663 | Zhang Xiaoquan                        | China               | Schaarmakerij             |           |
| 1664 | Kronenbourg                           | Frankrijk           | Brouwerij                 |           |
| 1664 | Schwarze & Schlichte                  | Duitsland           | Distilleerderij           |           |
| 1665 | Gubernija                             | Litouwen            | Brouwerij                 |           |
| 1665 | London Gazette                        | Verenigd Koninkrijk | Krant                     |           |
| 1665 | Morita                                | Japan               | Brouwerij                 |           |
| 1665 | Okazaki                               | Japan               | Sake                      |           |
| 1665 | Saint-Gobain                          | Frankrijk           | Glasmakerij               |           |
| 1666 | Robert Noble                          | Verenigd Koninkrijk | Kleermaker                |           |
| 1666 | Spink                                 | Verenigd Koninkrijk | Munten                    |           |
| 1666 | Wieninger                             | Duitsland           | Brouwerij                 |           |
| 1666 | Yaegaki                               | Japan               | Sake                      |           |
| 1666 | Yuasa                                 | Japan               | Handelshuis               |           |
| 1667 | Seaside Inn & Cottages                | Verenigde Staten    | Hotel                     |           |
| 1669 | Hof Roxin                             | Duitsland           | Slager                    |           |
| 1669 | Iseya                                 | Japan               | Hotel                     |           |
| 1669 | Okaya                                 | Japan               | Handelshuis               |           |
| 1669 | Tong Ren Tang                         | China               | Drogisterij               |           |
| 1669 | Zum Adler Breisach                    | Duitsland           | Restaurant                |           |
| 1669 | Zum Kreuz                             | Zwitserland         | Hotel                     |           |
| 1670 | Himmelbauer                           | Oostenrijk          | Wijn                      |           |
| 1670 | Hudson's Bay Company                  | Canada              | Handelshuis               |           |
| 1672 | Hoares Bank                           | Verenigd Koninkrijk | Bank                      |           |
| 1672 | Tucher                                | Duitsland           | Brouwerij                 |           |
| 1673 | Daiichi                               | Japan               | Sake                      |           |
| 1673 | Genpei                                | Japan               | Sake                      |           |
| 1673 | Goldenes Kreuz                        | Oostenrijk          | Hotel                     |           |
| 1673 | Inata                                 | Japan               | Sake                      |           |
| 1673 | Kawashima                             | Japan               | Papiermaker               |           |
| 1673 | Kawasho                               | Japan               | Papiermaker               |           |
| 1673 | Mitsukoshi                            | Japan               | Kruidenier                |           |
| 1673 | Oga                                   | Japan               | Sake                      |           |
| 1673 | Tamagawa                              | Japan               | Sake                      |           |
| 1673 | Tamanohikari                          | Japan               | Sake                      |           |
| 1673 | White Horse Tavern                    | Verenigde Staten    | Restaurant                |           |
| 1673 | Zillinger                             | Oostenrijk          | Wijn                      |           |
| 1674 | Engelbräu                             | Duitsland           | Brouwerij                 |           |
| 1674 | Sabatti                               | Italië              | Wapensmid                 |           |
| 1674 | Stockholms Auktionsverk               | Zweden              | Veilinghuis               |           |
| 1674 | Aalberts Bouw                         | Nederland           | Aannemer                  | [ 70 ]    |
| 1675 | Adams Gasthof                         | Duitsland           | Restaurant                |           |
| 1675 | Egger                                 | Oostenrijk          | Brouwerij                 |           |
| 1675 | Hakubotan                             | Japan               | Sake                      |           |
| 1675 | Hartmann                              | Duitsland           | Hotel                     |           |
| 1675 | Masuda Tokubee                        | Japan               | Sake                      |           |
| 1675 | Matsudaya                             | Japan               | Hotel                     |           |
| 1675 | Mornflake                             | Verenigd Koninkrijk | Voedsel                   |           |
| 1675 | Romanushof                            | Duitsland           | Wijn                      |           |
| 1675 | Sugimoto Kichijuro                    | Japan               | Smid                      |           |
| 1675 | Takahashi                             | Japan               | Steenfabriek              |           |
| 1675 | Takanoya                              | Japan               | Karasumi                  |           |
| 1675 | Tamazawa                              | Japan               | Kleermaker                |           |
| 1675 | Tiefenbrunner                         | Italië              | Wijn                      |           |
| 1676 | Lock Hatters                          | Verenigd Koninkrijk | Hoeden                    |           |
| 1677 | Yamahiko                              | Japan               | Bouwbedrijf               |           |
| 1677 | Yamamoto Honke                        | Japan               | Sake                      |           |
| 1677 | Zur Linde                             | Duitsland           | Restaurant                |           |
| 1678 | Olmo Antico                           | Italië              | Wijn                      |           |
| 1678 | Tanabe                                | Japan               | Drogisterij               |           |
| 1679 | Brouwerij Liefmans te Oudenaarde      | België              | Brouwerij                 |           |
| 1679 | Eichbaum                              | Duitsland           | Brouwerij                 |           |
| 1679 | Eigashima                             | Japan               | Sake                      |           |
| 1679 | Schwarz                               | Oostenrijk          | Muziekinstrumentenmakerij |           |
| 1679 | VMC                                   | Frankrijk           | Gieterij                  |           |
| 1680 | Comédie-Française                     | Frankrijk           | Theater                   |           |
| 1680 | Saunderskill                          | Verenigde Staten    | Boerderij                 |           |
| 1680 | Simonis                               | België              | Kleermaker                |           |
| 1680 | Tenryo                                | Japan               | Sake                      |           |
| 1680 | Yoshibun                              | Japan               | Visverwerker              |           |
| 1680 | Bavaria                               | Nederland           | Brouwerij                 |           |
| 1681 | Chikumanishiki                        | Japan               | Sake                      |           |
| 1681 | Eggenberg                             | Oostenrijk          | Brouwerij                 |           |
| 1681 | Göteborgs Auktionsverk                | Zweden              | Veilinghuis               |           |
| 1681 | JeanRichard                           | Zwitserland         | Horlogemaker              |           |
| 1681 | Les Trois Rois                        | Zwitserland         | Hotel                     |           |
| 1681 | Naraya                                | Japan               | Bouwbedrijf               | [ 24 ]    |
| 1681 | Ritter                                | Duitsland           | Hotel                     |           |
| 1682 | Sawaya                                | Japan               | Kleermaker                |           |
| 1683 | Brill                                 | Nederland           | Uitgever                  |           |
| 1683 | Gaggenau                              | Duitsland           | Smederij                  |           |
| 1683 | Udonya Kazeichiya                     | Japan               | Drogisterij               |           |
| 1684 | Niiya                                 | Japan               | Kruidenhandelaar          |           |
| 1685 | Carl Loebner                          | Duitsland           | Speelgoedfabrikant        |           |
| 1685 | Heimes                                | Duitsland           | Restaurant                |           |
| 1685 | Toye, Kenning & Spencer               | Verenigd Koninkrijk | Juwelier en Kleermaker    |           |
| 1686 | Le Procope                            | Frankrijk           | Restaurant                |           |
| 1686 | Moserwirt                             | Oostenrijk          | Hotel                     |           |
| 1687 | Muromachi                             | Japan               | Sake                      |           |
| 1687 | Tarlant                               | Frankrijk           | Wijn                      |           |
| 1688 | Aburaya                               | Japan               | Hotel                     |           |
| 1688 | Fukuda                                | Japan               | Sake                      |           |
| 1688 | Fukuroju                              | Japan               | Sake                      |           |
| 1688 | Harry                                 | Duitsland           | Bakkerij                  |           |
| 1688 | Kesselring                            | Duitsland           | Brouwerij                 |           |
| 1688 | Kobu                                  | Japan               | Sake                      |           |
| 1688 | Lambertz                              | Duitsland           | Chocoladefabrikant        |           |
| 1688 | Lloyd's of London                     | Verenigd Koninkrijk | Verzekeringsmarkt         |           |
| 1688 | Yasuimoku                             | Japan               | Bouwbedrijf               |           |
| 1689 | Ede & Ravenscroft                     | Verenigd Koninkrijk | Kleermaker                |           |
| 1689 | Gjensidige                            | Noorwegen           | Verzekeringsmaatschappij  |           |
| 1689 | Hinomaru                              | Japan               | Sake                      |           |
| 1689 | Husqvarna AB                          | Zweden              | Naaimachinehandelaar      |           |
| 1689 | Marukichi                             | Japan               | Oliehandelaar             |           |
| 1689 | Nabedana                              | Japan               | Sake                      |           |
| 1689 | Nagano                                | Japan               | Sake                      |           |
| 1689 | Nishio                                | Japan               | Kleermaker                |           |
| 1689 | Suzuki                                | Japan               | Sake                      |           |
| 1690 | Delamare                              | Frankrijk           | Surface treatment         |           |
| 1690 | Hichifuku                             | Japan               | Drogisterij               |           |
| 1690 | J B Joyce                             | Verenigd Koninkrijk | Klokkenmaker              |           |
| 1690 | Makino                                | Japan               | Sake                      |           |
| 1690 | Maruishi                              | Japan               | Sake                      |           |
| 1690 | Matsuya                               | Japan               | Papiermaker               |           |
| 1690 | Monjuso                               | Japan               | Hotel                     |           |
| 1690 | Okabun                                | Japan               | Kleermaker                |           |
| 1690 | Tanbaya                               | Japan               | Kleermaker                |           |
| 1690 | Towle Silversmiths                    | Verenigde Staten    | Zilversmid                |           |
| 1690 | Tsujikura                             | Japan               | Paraplumaker              |           |
| 1690 | Yamamotoyama                          | Japan               | Thee                      |           |
| 1691 | Awaya                                 | Japan               | Kleermaker                |           |
| 1691 | Imai                                  | Japan               | Sake                      |           |
| 1691 | Itokichi                              | Japan               | Kleermaker                |           |
| 1691 | Nolet                                 | Nederland           | Distilleerderij           |           |
| 1691 | Sekizenkan                            | Japan               | Hotel                     |           |
| 1691 | Sumitomo Forestry                     | Japan               | Bouwbedrijf               |           |
| 1691 | Valentin Zusslin                      | Frankrijk           | Wijn                      |           |
| 1691 | Nolet Distilleerderij                 | Nederland           | Distilleerderij           |           |
| 1692 | Coutts                                | Verenigd Koninkrijk | Bank                      |           |
| 1692 | Ekelund AB                            | Zweden              | Kleermaker                |           |
| 1692 | Taylor's                              | Portugal            | Wijn                      |           |
| 1693 | Suzutame                              | Japan               | Poppenmaker               |           |
| 1694 | Sekizenkan                            | Japan               | Hotel                     |           |
| 1695 | Bank of Scotland                      | Verenigd Koninkrijk | Bank                      |           |
| 1695 | Furutakiya                            | Japan               | Hotel                     |           |
| 1695 | Kumagaiya                             | Japan               | Kleermaker                |           |
| 1695 | Niki                                  | Japan               | Sake                      |           |
| 1695 | Taruhei                               | Japan               | Sake                      |           |
| 1695 | Yumoto                                | Japan               | Hotel                     |           |
| 1695 | Koninklijke De Kuyper                 | Nederland           | Distilleerderij           |           |
| 1696 | Kagiya Masaaki                        | Japan               | Kleermaker                |           |
| 1696 | Kitajima                              | Japan               | Kleermaker                |           |
| 1696 | C. de Koning Tilly                    | Nederland           | Drogisterij               |           |
| 1697 | Folkes                                | Verenigd Koninkrijk | Gieterij                  | [ 71 ]    |
| 1697 | Hakukoma                              | Japan               | Sake                      |           |
| 1697 | Old Moore's Almanack                  | Verenigd Koninkrijk | Almanakuitgever           | [ 72 ]    |
| 1697 | Ono                                   | Japan               | Sake                      |           |
| 1697 | Schwanen                              | Duitsland           | Restaurant                |           |
| 1698 | Berry Brothers and Rudd               | Verenigd Koninkrijk | Wijnhandelaar             | [ 73 ]    |
| 1698 | Holland                               | Duitsland           | Pottenbakker              |           |
| 1698 | Kössel Bräu                           | Duitsland           | Brouwerij                 |           |
| 1698 | Shepherd Neame                        | Verenigd Koninkrijk | Brouwerij                 | [ 74 ]    |
| 1699 | Osoumenya                             | Japan               | Kleermaker                |           |
| 1699 | Wakatake                              | Japan               | Sake                      |           |